# سباعي فلوريد اليود
سباعي فلوريد اليود هو مركب كيميائي بين هالوجيني من عنصري اليود والفلور له الصيغة الكيميائية IF7، ويكون على شكل غاز عديم اللون.

## التحضير
يحضر سباعي فلوريد اليود IF7 من تمرير غاز الفلور F2 عبر خماسي فلوريد اليود IF5 عند 90 °س، ثم بتسخين الأبخرة إلى 270 °س.
بطريقة أخرى يمكن التحضير من تفاعل الفلور مع يوديد البالاديوم الثنائي أو يوديد البوتاسيوم المجفف، وذلك لتجنب تشكل IOF5، والذي يظهر كشائبة بسبب الحلمهة.

## الخواص
يكون سباعي فلوريد اليود على شكل غاز عديم اللون، له الصيغة IF7، وله بنية جزيئية هرمية مزدوجة خماسية السطوح حسب نظرية فيسبر.
يمكن للجزيء أن يخضع لإعادة ترتيب بواسطة دوران زائف pseudorotation وفق آلية بارتل Bartell mechanism المشابهة لآلية بيري Berry mechanism في نظام سباعي التناسق.
يشكل المركب بلورات عديمة اللون عند درجات حرارة أدنى من 4.5 °س، والذي يتسامى عند درجات حرارة أعلى من ذلك.

## اقرأ أيضاً
- مركب بين هالوجيني